# Comté de Lyon (France)
Pour les articles homonymes, voir Comté de Lyon.
Le comté de Lyon est un ancien fief issu de la division du duché de Lyon et du comté de Vienne. 
Le « comté de Lyon » apparaît dans les sources en 943 et 958.

## Historique

### Les origines et le Duché de Lyon
Le titre de comte est créé sous Charlemagne comme titre honorifique. 
Le Lyonnais revient en 843 à Lothaire lors du traité de Verdun. Celui-ci le regroupe avec le comté de Vienne dans un duché de Lyon : « Ducatus Lugdunensis » qui est alors confié à Girart de Roussillon.
Le traité de Meerssen de 870 fait passer le duché dans le royaume de Charles le Chauve. Ce dernier le remet à Boson de Provence qui se fait par la suite proclamer roi d'un royaume de Bourgogne et Provence en 879. Il est couronné par l'archevêque Aurélien de Lyon.
Il est renversé dès 880 et le duché est scindé. Le comté est alors confié à Bernard de Gothie.

### Le comté de Lyon et la première dynastie de comtes
Après Bernard de Gothie, le comté échoit à Guillaume le Pieux, puis à son fils Guillaume le Jeune qui il lui succède en 918. 
Entre 944 et 982, le gouvernement du Lyonnais semble relever d'une série éphémère de vicomtes de Lyon placés sous l'autorité du puissant marquis-comte Hugues le Noir frère du roi Raoul de France et cousin du défunt roi de Bourgogne Louis l'Aveugle.

### Les comtes de Lyon et de Forez
À la suite de la réforme grégorienne, la famille comtale lyonnaise exerce l'autorité comtale depuis ses terres en Forez. L'intitulation comte « de Forez » (comes forensis) apparaît pour Guillaume le Vieux dans la décennie 1070. 
Commentant la transaction de 1167 entre Guichard, archevêque de Lyon, et Guigues II, comte de Forez, Paradin indique que depuis le règne de l'empereur Lothaire les droits comtaux sur la ville de Lyon auraient appartenu à la maison d'Albon et que c'est celle-ci qui aurait donné naissance par la suite aux lignées des dauphins de Viennois, des dauphins d'Auvergne et à celle des comtes de Forez,. Une filiation des Dauphins remontant au préfet Delphin, frère (?) de l'évêque de Lyon Ennemond, telle qu'elle a pu être avancée par les historiens du XIXe siècle, reste très hypothétique.   
À la suite de la permutation de 1173, Philippe-Auguste confirmant à Guigues II le droit de garde sur les routes, emploie pour la première fois le titre « comte de Lyon et de Forez » ("Forensi & Lugdunensi Comiti"). Cette dernière appellation sera reprise par les historiens pour désigner à la fois la lignée comtale patrilinéaire descendante du comte Artaud de Lyon et celle issue de la maison d'Albon qui lui succéda au début du XIIe siècle. 

Armoiries des dauphins de Viennois
Armoiries des dauphins d'Auvergne sire de Mercœur
Armoiries des comtes de Forez

En 1173, Guigues II vend finalement contre onze cents marcs d'argent ses possessions lyonnaises entérinant ainsi la scission du Forez et du Lyonnais. En 1193, c'est son fils Renaud de Forez qui devient archevêque de Lyon.

### Les archevêques comtes de Lyon

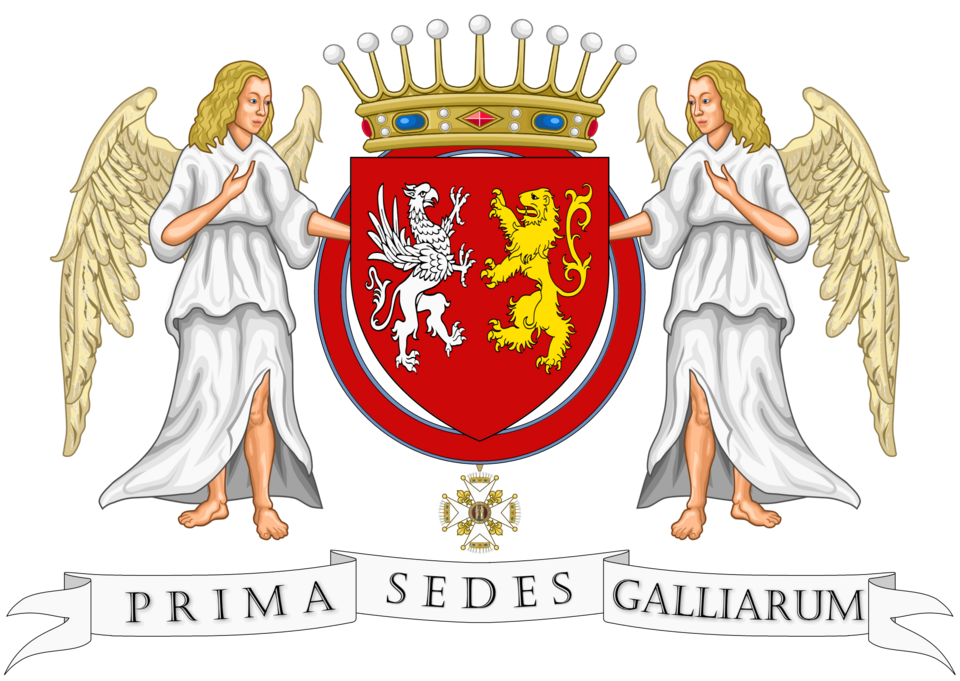
Chapitre primatial de Lyon : de gueules à un griffon d'argent et un lion d'or, affrontés; l'écu entouré du collier des comtes de Lyon, timbré d'une couronne de comte, deux anges pour tenants.

Au XIIe siècle, le comté de Lyon est aux mains de l'archevêque de la ville, et ses limites sont, à l'est, les cours du Rhône et de la Saône ainsi que de menues possessions en Dombes, à l'ouest une ligne Grézieu - Saint-Chamond, au nord la ville d'Anse et au sud Condrieu. Le chapitre cathédral est un chapitre noble dont les membres portent chacun le titre de chanoine-comte de Lyon, comme ceux de Brioude.